# Onthophagus tenuigraniger
Onthophagus tenuigraniger là một loài bọ cánh cứng trong họ Bọ hung (Scarabaeidae).